# Rejon koriukowski
Rejon koriukowski (ukr. Корюківський район) – rejon na Ukrainie, w obwodzie czernihowskim, z siedzibą w Koriukówce. Jego powierzchnia wynosi 4600,9 km², zaś liczba ludności wynosi 86,4 tys. osób.
Rejon graniczy z Rosją.
Na terenie rejonu znajduje się 5 hromad:
- 3 miejskie:
  - Koriukówka(inne języki)
  - Mena(inne języki)
  - Snowśk(inne języki)
- 2 sełyszczne(inne języki):
  - Sośnica(inne języki)
  - Chołmy(inne języki)

Rejon został utworzony 19 lipca 2020 roku decyzją Rady Najwyższej z 17 lipca 2020 roku o przeprowadzeniu reformy administracyjno-terytorialnej Ukrainy. W jego skład weszły dotychczasowe rejony:
- koriukowski
- meński
- snowski
- semeniwski (częściowo)